# Hans A. Bernecker
Hans Achim Bernecker (* 1937 in Łódź) ist ein deutscher Aktien- und Finanzexperte, der einen der führenden Börsenbriefverlage in Deutschland gegründet und aufgebaut hat. 

## Leben
Bernecker studierte Nationalökonomie an der Universität zu Köln. Er beschäftigte sich schon vor 1960 als Vorstands-Assistent bei der Hamburger Börse mit der Analyse des Börsengeschäfts.
1960 gründete er den „Bernecker Verlag“. Die Hauptpublikation Actien-Börse inklusive Kundenstamm erwarb Hans A. Bernecker 1964 für 208.000 DM von seinem ehemaligen Arbeitgeber, dem Rechtsanwalt Georg Wilhelm Engler, einem Opponenten in zahlreichen Hauptversammlungen.
Die „Hans A. Bernecker Börsenbriefe GmbH“ in Düsseldorf verlegt die Aktienfachzeitschriften mit den Titeln Die Actien-Börse, Die Actien-Börse Institutionell, Der Aktionärsbrief,  Die Termin-Börse, Bernecker-Daily, TB-Daily, Der Deutsche Unternehmer-Brief, Bernecker Trend-Investor, Bernecker ETF-Report und hat die Frankfurter Börsenbriefe wie auch den Schmittbrief erworben. Der wichtigste Börsenbrief vom Verlag, die Actien-Börse, wurde 2008 von einer sechsstelligen Leserschaft verfolgt. Ebenso publiziert Hans A. Bernecker im Eigenverlag „Hans A. Bernecker Börsenbriefe“ diverse Bücher, insbesondere den Bernecker Wegweiser für Kapitalanlagen, der jährlich seit 1967 erscheint. Der 50. Jahrgang erschien 2017.
2018 erschien im Eigenverlag „Hans A. Bernecker Börsenbriefe“ seine Autobiografie 60 Jahre Börse.
2009 stellte Axel Link in der Hörbuchreihe Die Erfolgreichen bei iTunes und Audible Hans A. Bernecker als den erfolgreichsten Börsenexperten Deutschlands vor.

## Familie
Hans A. Bernecker ist mit Verena Bernecker verheiratet. Aus einer früheren Ehe hat er zwei Söhne.